# Bento António Gonçalves
Bento António Gonçalves, más conocido como Bento Gonçalves (Fiães do Rio, Montalegre, 2 de marzo de 1902 - Tarrafal, Cabo Verde, 11 de septiembre de 1942) fue un político portugués, secretario general del Partido Comunista Portugués (PCP) entre 1929 y 1942. 
Nacido en Fiães do Rio, en el norte de Portugal, en marzo de 1902. Viajó a Lisboa y en 1915, con 13 años de edad, comenzó a trabajar como tornero mecánico. En 1919 empezó a realizar ese trabajo en el arsenal de la Armada portuguesa en Alfeite, enrolándose en 1922 como marinero y comenzando un curso de piloto. En 1924 fue enviado a Luanda, capital de la entonces colonia portuguesa de Angola, para trabajar en la compañía de ferrocarril y allí comenzó a actuar como sindicalista, tratando de organizar la Unión de Trabajadores de Luanda. 
En 1926 regresó a Lisboa y se afilió al Sindicato de Trabajadores de la Armada, viajando al año siguiente a Moscú, como parte de la delegación portuguesa al décimo aniversario de la Revolución de Octubre. En septiembre de 1928 se afilió al Partido Comunista Portugués (PCP) como miembro de la célula del arsenal de Alfeite. En 1929 participó en la Conferencia reorganizativa del PCP y fue elegido miembro de su Comité Central provisional. Poco más tarde sería elegido secretario general. 
En 1930 fue arrestado por la PIDE (la policía política de la dictadura fascista) y deportado a las Azores. Al año siguiente fue enviado a Cabo Verde, pero en 1933 consiguió volver a Portugal y retomar el trabajo clandestino. En noviembre de ese año viajó a Madrid y tomó contacto con el Partido Comunista de España (PCE) y con la Internacional Comunista. 
En 1935 participó en el VII Congreso de la Internacional Comunista en la URSS, pero a su regreso a Portugal fue detenido de nuevo por la PIDE, juzgado por un tribunal militar y trasladado al campo de concentración de Tarrafal, en Cabo Verde, donde murió por enfermedad en 1942.